# Souleimane Chawki
Pour les articles homonymes, voir Chawki.
Souleimane Chawki (né à Fès en 1929 et mort à Casablanca le 26 février 2013) est un musicien, chanteur et compositeur marocain. Il a obtenu le premier prix national de luth en 1976.